# Wolodymyr Morawskyj
Wolodymyr Morawskyj (ukrainisch Володимир Моравський, engl. Transkription Volodymyr Moravskyy; * 16. April 1989) ist ein ukrainischer Biathlet.
Wolodymyr Morawskyj trat erstmals bei einer internationalen Meisterschaft im Rahmen der Juniorenrennen der Europameisterschaften 2009 in Ufa an und wurde 31. des Einzels. Es dauerte bis 2012, dass er in Osrblie bei den Sommerbiathlon-Europameisterschaften erstmals bei einer internationalen Meisterschaft der Männer starten konnte. Im Sprint belegte er den 17. Platz und verpasste trotz nur eines Fehlers eine bessere Platzierung durch eine schwächere Laufleistung. Beim darauf basierenden Verfolgungsrennen wurde Morawskyj wegen eines mehr als drei Sekunden betragenden Frühstarts disqualifiziert. Den angestrebten Platz neben Switlana Krikontschuk und Tetjana Tratschuk für die Mixed-Staffel der Ukraine konnte er sich damit gegen den stärkeren Andrij Wosnjak und den Junior Iwan Morawskyj nicht durchsetzen.